# Albert Peters (Mediziner)
Albert Hans Georg Peters (* 19. September 1862 in Meggen (Westfalen); † 12. Mai 1938 in Rostock) war ein deutscher Augenarzt (Ophthalmologe).

## Leben
Albert Peters wurde geboren als Sohn von Richard Peters, Direktor der Steinhauser Hütte und Gründungsmitglied sowie Vorsitzender des Vereins Deutscher Ingenieure (VDI). Er absolvierte das Realgymnasium in Siegen und bestand im März 1880 das Abitur in Soest als Extraneus (Fremder). Nach einer gymnasialen Studienvorbereitung studierte er ab April 1881 Medizin an den Universitäten Bonn, Tübingen und Berlin, unterbrochen 1882 durch einen halbjährigen Militärdienst als Einjährig-Freiwilliger. 1885 wurde er an der Universität Bonn promoviert. Anfang 1886 folgten das medizinische Staatsexamen und die Approbation. Als Arzt absolvierte er 1886 den zweiten Teil des Militärdienstes und wurde ab Oktober 1886 unter Theodor Saemisch Zweiter und ab 1887 Erster Assistent in der Universitäts-Augenklinik Bonn. Von 1888 bis 1901 wirkte er als niedergelassener Facharzt für Augenkrankheiten in Bonn, habilitierte sich 1892, war dann zudem Privatdozent und ab 1898 Honorarprofessor. Peters war seit dem 20. Mai 1900 verheiratet mit Johanna, geb. Cohen (* 18. Oktober 1868; † 16. September 1946), einer Tochter des Bonner Verlagsbuchhändlers Friedrich Cohen.
Im Oktober 1901 folgte er dem Ruf als ordentlicher Professor für Augenheilkunde an der Medizinischen Fakultät der Universität Rostock und Direktor der Rostocker Universitäts-Augenklinik sowie der Augenpoliklinik, als Nachfolger Theodor Axenfelds, der an die Albert-Ludwigs-Universität Freiburg wechselte. Seine Forschungsgebiete waren die Anatomie des Auges, Pathologie und Therapie der Bindehauterkrankungen und die Untersuchung der Schichtstare. Seine Forschungsergebnisse fanden sich in mehr als 100 Veröffentlichungen wieder. Nach ihm benannt wurde die Peters Anomalie, eine schwere angeborene Missbildung des Auges.
Peters war ab 1902 Ehrenmitglied des Bonner Vereins rheinisch-westfälischer Augenärzte. Am 13. April 1913 wurde er zum Geheimen Medizinalrat ernannt. Während des Ersten Weltkrieges war er fachtechnischer Beirat für Augenheilkunde und Obergutachter für das IX. Armee-Korps sowie Leiter der Abteilung Augenklinik des Reserve-Lazaretts-Rostock. In der akademischen Selbstverwaltung war er 1906/1907 und 1914/1915 Dekan der Medizinischen Fakultät, 1915/16 bekleidete er das Amt des Rektors der Universität und war 1916/1917 Prorektor.
Peters war Mitglied des Zentralvorstands und Landesvorsitzender der Deutschen Volkspartei in Mecklenburg-Schwerin. Ende März 1933 wurde er von seinen Amtspflichten entbunden, am 1. April trat er in den Ruhestand – er galt als „jüdisch versippt“ – seine Frau war jüdischer Herkunft.

## Schriften (Auswahl)
- Über die Regeneration des Epithels der Cornea. Dissertation, Bonn 1885.
- Tetanie und Starbildung. Ein Beitrag zur Pathologie und pathologischen Anatomie der Linse. Cohen, Bonn 1898.
- Über Kopfschmerzen in Folge von Augenstörungen. Ein Beitrag zur Lehre von der Asthenopie. In: Sammlung zwangloser Abhandlungen aus dem Gebiete der Augenheilkunde. Marhold, Halle a. S. 1898, ISSN 0487-1154
- Die angeborenen Fehler und Erkrankungen des Auges. Cohen, Bonn 1909.
- Lymphzirkulation und Glaukom. In: Theodor Axenfeld: Lehrbuch der Augenheilkunde. Fischer, Jena 1909.
- Die Erkrankungen des Auges im Kindesalter. Cohen, Bonn 1910.
- Gesundheitspflege des Auges. Gemeinverständlich dargestellt. Hesse, Leipzig 1913.
- Die Augenheilkunde in der Kriegszeit. Rede zur Feier des 28. Februar 1916.[4] Warkentien, Rostock 1916. (Staatsbibliothek-Berlin)
- Die sympathische Augenerkrankung. In: Theodor Axenfeld; Anton Elschnig (Hrsg.): Handbuch der gesamten Augenheilkunde. Band 6. Springer, Berlin 1919.
- Das Trachom. Karger, Berlin 1935.
- Die sympathische Augenerkrankung. Literaturbericht 1919 bis Oktober 1935. In: Abhandlungen aus der Augenheilkunde und ihren Grenzgebieten. Karger, Berlin 1936, ZDB-ID 510155-4